# AGRN
La agrina (AGRN) es una proteína de tipo proteoglicano codificada, en humanos, por el gen AGRN.

## Funciones
La agrina desempeña numerosas funciones: 
- Participa en el desarrollo de la placa neuromuscular durante la embriogénesis.[2]
- Juega un papel importante en la filtración renal al situarse en la membrana basal glomerular.[3][4]
- Forma parte de las interacciones célula-matriz.
- Regula la sinapsis.[5][6]
- Regula la integridad de la barrera hematoencefálica.[7]
- Contribuye a la homeostasis del péptido β-amiloide.[8][9]

## Implicaciones patológicas
Mutaciones en AGRN se relacionan con el desarrollo de miastenia gravis y síndromes miasténicos congénitos presinápticos.
Nuevos estudios de GWAS consideran que la mutación en AGRN es una mutación rara pero que podría ser una de las posibles variantes causales implicadas en el desarrollo de Alzheimer esporádico o de inicio tardío (LOAD). Esto puede ser debido a que su mutación altere la homeostasis del péptido β amiloide favoreciendo su agregación y formación de placas seniles.